# Aleksandra Nikolajevna Strekalova
Aleksandra Nikolajevna Strekalova (ryska: Александра Николаевна Стрекалова), född 1821, död 1904, var en rysk furstinna och filantrop. Hon var gift med statsrådet S. S. Strekalov (1813–1893). Hon grundade ett flertal välgörenhetsföreningar i Moskva. 